# Commerce mondial des fleurs coupées
 (août 2019).
Améliorez-le ou discutez des points à vérifier. 

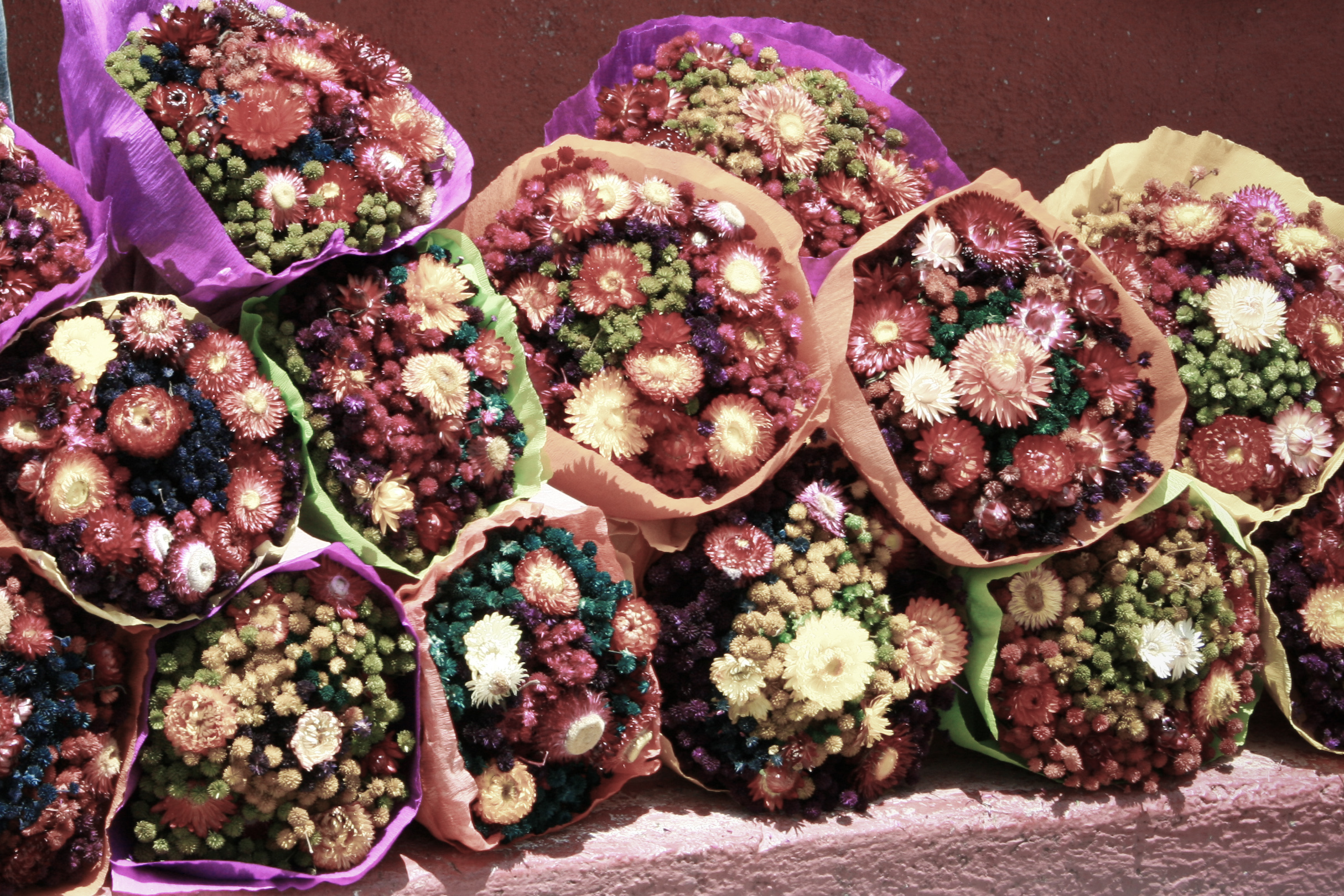

Le commerce des fleurs coupées, issues de la floriculture est un commerce en forte croissance au début du XXIe siècle. Chaque jour, des millions de fleurs produites aux Pays-Bas, dans les Andes, en Afrique de l’Est ou ailleurs dans le monde transitent en camion et en avion vers des marchés de consommation situés essentiellement dans les pays riches ou émergents de l’hémisphère nord.
Ce marché partage de nombreux aspects du commerce des autres produits agricoles, en partie déterminé par les conditions naturelles, mais où interviennent aussi les traditions, le savoir-faire, la qualité des infrastructures, le coût de la main-d’œuvre et la maîtrise des technologies nouvelles. Il se distingue cependant par l’extrême variété des produits commercialisés (qui échappent encore à la standardisation et donc au système boursier traditionnel), et par la haute valeur ajoutée qui en fait un commerce de mode et de luxe. Il dispose enfin d’une singularité géographique : la domination des Pays-Bas, qui malgré la concurrence accrue, garde sa place de leader de la production, de l’importation et de l’exportation, polarisant le marché horticole mondial.

## Production et exportation
La production de fleurs coupées destinées à la vente est une tradition européenne, principalement hollandaise, qui s’est progressivement diffusée dans le monde, soit pour l’exportation vers l’Europe de fleurs moins chères à la production, soit pour une consommation intérieure en croissance.
Les facteurs expliquant la localisation de la production sont : le climat (différent selon la variété, et que l’on peut aujourd’hui remplacer artificiellement), la tradition et les savoir-faire, la technologie, la qualité des infrastructures, le coût de la main-d’œuvre, facteurs qui se combinent différemment selon les pays.
Les Pays-Bas, premier producteur mondial, poursuit sa tradition (la tulipe et la tulipomanie), avec entreprises spécialisées, recherche & développement, serres, et travailleurs immigrés.
La Colombie, l’Équateur et le Kenya ont été les premiers pays de délocalisation forte de la production hollandaise et européenne. Ils se situent dans des montagnes en zone équatoriale : fort ensoleillement, températures constantes (atouts climatiques) ; pays libéraux liés au monde occidental. Atouts de l’Équateur : infrastructures meilleures qu’au Kenya, situation politique un peu plus stable qu’en Colombie. Système de fermes (haciendas) qui emploient d’anciens ouvriers agricoles (héritages de la période coloniale). Les unes dirigées par des locaux, les autres appartenant à des multinationales,.
Autres pays producteurs du même genre, où les investissements se multiplient : Éthiopie, Tanzanie, Ouganda, Chili, Pérou, Bolivie, Mexique, etc.
D’autre part, la Chine surtout, mais l’Inde aussi et d’autres pays émergents développent une production destinée d’abord à un marché intérieur croissant, mais aussi au marché mondial. La Chine produit aussi des roses éternelles en copeaux de bois.
En Europe il reste une production locale pour des « niches » : fleurs fragiles, tradition très locale, vente directe. (exemples en Provence : renoncules, gerberas, anémones).

## Flux et consommation
Les principaux consommateurs sont les pays du nord à population riche et vieillissante : l’UE, l’Amérique du Nord, la Russie et le Japon. Les États-Unis s’approvisionnent directement en Amérique du Sud, alors que le reste du marché mondial est largement dominé par le rôle d’importateur-réexportateur des Pays-Bas, qui attirent les exportations du monde entier, surtout africaines (et d’Israël) et alimentent le marché européen, russe et asiatique,.
De nouveaux consommateurs prennent une place croissante sur le marché : pays émergents, anciens (Dragons) ou nouveaux (Chine, Inde), et pays du Golfe. Ils tentent de développer leur propre marché, avec des bourses à Dubaï ou Kunming (Chine) par exemple.
Ces flux internationaux utilisent deux moyens de transports, qui doivent être rapides, sécurisés pour un produit fragile et réfrigérés : les camions et l’avion.

## Acteurs de la filière
Il existe plusieurs types de producteurs : fermes industrielles indépendantes ou appartenant à une FTN (firme transnationale) avec de nombreux salariés ; mais, surtout dans les pays européens, des horticulteurs plus modestes, une production régionale pour un marché continental (opposition entre une stratégie coût-volume et une stratégie qualité-proximité).
Le marché est dominé par quelques firmes transnationales comme Dole Food Company et Queen’s Flowers (États-Unis). Elles achètent des terres, possèdent leurs fermes, financent la recherche, contrôlent toute la filière jusqu’à la vente aux distributeurs. Elles négocient des accords avec les États sur le commerce, la fiscalité, les droits sociaux, et obtiennent parfois des aides publiques.
Cependant il y a aussi une place pour des producteurs et des intermédiaires indépendants : propriétaires locaux de grosses fermes de production, négociants internationaux spécialisés, grossistes dans les pays d’importation. Exemple de producteur de rose spécialisé dans la création en France : la maison Meilland.
Le plus grand importateur-distributeur du monde est Flora Holland (Pays-Bas, 19 millions de fleurs par jour).
Une partie de la production mondiale passe par les bourses ou marchés à cadran (ou criées, avec vente aux enchères descendantes), dont les plus importantes sont en Hollande (50 % du commerce mondial) principalement Aalsmeer, près d’Amsterdam et de l’aéroport international Schiphol ; en Provence il existe une criée à Hyères.
Dans ce marché mondial sont aussi impliqués les transitaires, livreurs (assurent transport entre fermes et aéroports, puis entre aéroports et distribution). 
Distributeurs de toutes tailles dans les pays d’arrivée : grossistes (à Rungis pour la France), grande distribution, fleuristes indépendants ou en réseaux.
En France et ailleurs, vente directe ou du producteur au marché, au fleuriste ou à la grande surface, en particulier dans le sud, en Provence.
Cas d’une FTN hollandaise : R&D et reproduction in vitro en Hollande, multiplication et production de plants en Afrique du Sud, culture en Colombie, vente sur le marché européen ou américain.
Ces acteurs sont donc majoritairement privés, les États intervenant dans la fixation de lois (sociales), normes (environnementales), règles (commerciales), impôts, subventions.

## Enjeux
Le marché de la fleur coupée comprend de nombreux enjeux économiques et financiers, en particulier pour le commerce de la rose dont le marché annuel est estimé à près de 4 milliards de dollars. Il s’agit de vendre au moindre coût et d’être concurrentiel face à une production mondialisée. 
Les multiples facteurs, obstacles et risques sont :
- La météo (coup de chaud, gel) qui s'avère essentielle quand il s’agit de produire pour une date précise (principalement la Saint-Valentin, en hiver pour les pays du nord et à la fête des mères). Elle est en partie compensée par les serres et la capacité de réguler, ainsi  des serres hollandaises ou françaises où l’on crée un second printemps en automne, pour Noël et Saint-Valentin[1].

- La localisation en Europe est devenue problématique par l’explosion des coûts (énergie, main-d’œuvre), la concurrence forte sur le foncier (en Hollande comme sur la Côte d’Azur), les normes environnementales[2].

- Le coût de la main d’œuvre est avantageux dans les pays du sud. Les pays du nord emploient une main-d’œuvre immigrée (Polonais en Hollande). Les pays du sud jouent sur les bas salaires, les horaires flexibles, la sous-traitance, le non–respect de règles de santé[3]. Des associations tentent de contrer ces pratiques en labellisant les fermes en fonction de leur application de conditions sociales et sanitaires (label Flower labour program)[1]. Des syndicats se développent comme en Colombie, avec une utilisation d’internet pour alerter les consommateurs du nord[2].

- Le marché de la fleur coupée fonctionne sur la mode (couleurs, formes) et nécessite donc de la création et de l'innovation pour susciter un achat d’impulsion. Par exemple, les recherches sur la rose portent sur la rose noire ou la rose bleue, la rose sans épines, ou encore la rose qui ne fane pas. Cela pose des questions autour de l’utilisation ou non de la manipulation génétique (résistance, longévité)[1],[4].

- L’innovation concerne aussi l’industrialisation de la production : culture hors-sol sur tapis roulant et avec apports nutritifs[5].

- Les enjeux environnementaux : pollution possible liée à l’utilisation d’engrais et de pesticides ; et pollution par les transports pour ce commerce mondialisé. En réponse aux inconvénients du transport à longue distance, le mouvement « slow flowers » se développe aux Etats-Unis, en Australie et en Europe[6],[7].